# 苏珊·埃伦斯
苏珊·埃伦斯（荷蘭語：Suzan Erens）（1976年11月11日—），是一名荷兰的演唱会歌手，经常在歌剧、轻歌剧乃至音乐剧中出现。其中，尤以跟随安德烈·瑞欧的约翰·斯特劳斯管弦乐队周游列国表演而闻名。